# Tinghir
Tinghir of Tinerhir (Arabisch: تنغير, Berbers: ⵜⵉⵏⵖⵉⵔ) is een stad in Marokko en telde bij de census van 2014 42.044 inwoners. De meerderheid van de inwoners zijn Berbers.
De stad ligt tussen de Hoge Atlas in het noorden en de Anti-Atlas in het zuiden, in het Marokkaanse binnenland. In de oude indeling behoorde de stad tot de provincie Ouarzazate in de regio Souss-Massa-Daraâ. Na 2015 behoort de stad tot de nieuwe regio Drâa-Tafilalet en werd het de provinciehoofdstad van de nieuwe 13.007 km² grote provincie Tinghir waar in 2014 322.412 personen woonden.